# Sergij Skačenko
Sergij Viktorovič Skačenko (ukrajinsko Сергі́й Ві́кторович Скаче́нко), ukrajinski nogometaš, * 18. november 1972.
Za ukrajinsko reprezentanco je odigral 17 uradnih tekem in dosegel tri gole.